# Shiver
"Shiver" és una cançó de Coldplay, llançada com a primer senzill del seu àlbum d'estudi de debut, Parachutes. El mateix grup es va encarregar de la producció amb la col·laboració de Ken Nelson i el van publicar el 6 de març de 2000. Als Estats Units fou llançada com a segon senzill darrere de "Yellow". Va arribar a la 35a posició de la llista britànica de senzills i la resposta dels mitjans fou força positiva.

## Informació
La cançó fou composta per Chris Martin el 1998 pensant en la cantant australiana Natalie Imbruglia, tot i que també es comentava que estava inspirada en exxicotes de quan era adolescent. Fou gravada als estudis Rockfield Studios de Gal·les gràcies al seu representant Dan Keeling, però aquest no quedà gaire satisfet amb el resultat de les gravacions i va convèncer el grup per refer algunes parts de la cançó i tornar-la a enregistrar als Parr Street Studios de Liverpool. Ken Nelson fou el productor escollit per treballar en el seu àlbum de debut i va introduir alguns canvis en la música i la veu de Martin.
La cançó fou rebuda positivament, arribant a la 35a posició a la llista britànica de senzills i a la 26a en l'estatunidenca de música rock. Tot i ser una de les més velles del grup, continua sent una de les favorites pel públic en els concerts. Per aquest motiu va aparèixer en la compilació Live 2003 que va editar el grup l'any 2003. El videoclip fou dirigit pel cinematògraf Grant Gee, on apareix el grup tocant en un petit estudi.
Posteriorment fou inclosa en la banda sonora del videojoc Guitar Hero World Tour.

## Llista de cançons
1. "Shiver" – 5:02
2. "For You" – 5:45
3. "Careful Where You Stand" – 4:47